# Кудрино (Меленковский район)
Кудрино — село в Меленковском районе Владимирской области России, входит в состав Илькинского сельского поселения.

## География
Село расположено на берегу реки Унжа (приток Оки) в 5 км на юго-восток от центра поселения села Илькино и в 17 км на юг от райцентра города Меленки.

## История
По местному преданию, поселенцы явились сюда из Балахнинского уезда Нижегородской губернии. Деревня, основанная на пустоши Кудриной, получила название Кудрина. На этой пустоши когда-то была церковь во имя Николая чудотворца, но к началу XVIII столетия значилась только «церковная пустовая земля»: ни о времени построения, ни о времени запустения церкви никаких сведений не сохранилось. Новые поселенцы в Кудрине в 1715 году построили также церковь во имя святого Николая. В 1768 году вышеупомянутая церковь в Кудрине сгорела, но церковная утварь, ризница, иконы и богослужебные книги были спасены от пожара. Вместо сгоревшей была построена новая деревянная же церковь, которая была освящена в 1773 году с благословения епископа Владимирского Иеронима. В 1831 году прихожане, вследствие тесноты и ветхости деревянной церкви, решили построить в Кудрине каменный храм. Заведывание постройкой взял на себя департамент уделов, в ведении коего находились крестьяне села Кудрина. Им был выданы план и фасад для постройки новой церкви; крестьяне были обложены особым сбором, собранные деньги должны были вноситься в опекунский совет для приращения процентами до тех пор, пока не накопится третья часть потребной на постройку суммы. Постройка храма начата была в 1842 году и окончена в 1846 году; во время постройки наблюдали архитекторы Удельного ведомства и управляющий Владимирской Удельной конторы. Внутренняя отделка храма продолжалась весьма долго: главный храм был освящён в 1851 году, а придельный - в 1864 году. В этом году была разобрана и деревянная церковь. Престолов в храме два: главный – во имя святого Николая чудотворца, в приделе - во имя святого мученика Флора и Лавра. В Кудрине с 1886 года существовала церковно-приходская школа.
В конце XIX — начале XX века Кудрино — крупное село в составе Лехтовской волости Меленковского уезда.
С 1929 года село являлось центром Кудринского сельсовета в составе Меленковского района Владимирской области, с 1982 года входило в состав Илькинского сельсовета, с 2005 года — в составе Илькинского сельского поселения.

## Население
| 1859 | 1897 | 1905 | 1926 | 2002 | 2010 | 2021 |
| ---- | ---- | ---- | ---- | ---- | ---- | ---- |
| 333  | ↗599 | ↗720 | ↗746 | ↘150 | ↘94  | ↘53  |

## Достопримечательности
В селе находится действующая Церковь Николая Чудотворца (1842-1846).